# Раковиця (Болгарія)
Ра́ковиця (болг. Раковица) — село у Видинській області Болгарії. Входить до складу общини Макреш.

## Населення
За даними перепису населення 2011 року у селі проживали 508 осіб, з них 500 осіб (99,6 %) — болгари.
Розподіл населення за віком у 2011 році:
Динаміка населення:

## Відомі особистості
В селі народився:
- Андрей Гуляшки (1914—1995) — болгарський письменник.